# Lithospermum
Genre
Classification phylogénétique

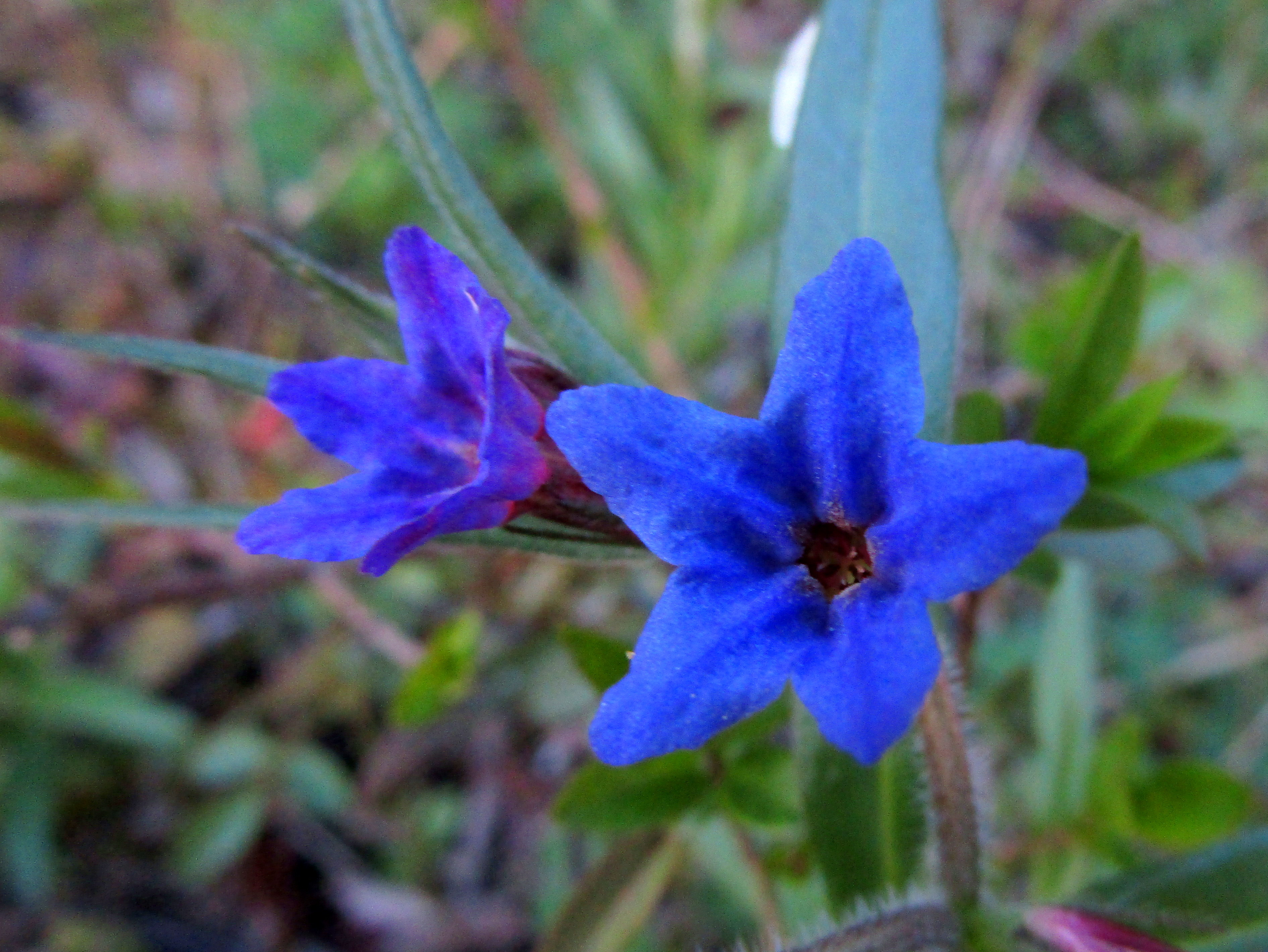
Grémil pourpre bleu

Lithospermum, le Grémil, est un genre de plantes herbacées de la famille des Boraginacées. On en retrouve environ 45 espèces à travers le monde, dans les régions tempérées. Plusieurs de ces espèces ont été transférées vers le genre Buglossoides, mais sont encore considérées comme faisant partie des Lithospermum par certaines sources.

## Principales espèces
Flore européenne
- Lithospermum arvense L. ou Buglossoides arvensis (L.) I. M. Johnst. : Grémil des champs
- Lithospermum erythrorhizon : Grémil pourpre, Grémil à racine rouge
- Lithospermum gastonii Benth. ou Buglossoides gastonii (Benth.) I.M.Johnst. : Grémil du Béarn
- Lithospermum incrassatum Guss. : Grémil à pédicelles épais
- Lithospermum officinale L. : Grémil officinal
- Lithospermum permixtum Jord.
- Lithospermum purpurocaeruleum L. ou Buglossoides purpurocaerulea (L.) I. M. Johnst. : Grémil pourpre bleu
- Lithospermum splitbergeri Guss. : Grémil de Splitberger
- Lithodora prostata (Loisel.) Griseb. : Grémil à rameaux étalés, Grémil couché